# 4648 Tirion
4648 Tirion (1931 UE) là một tiểu hành tinh vành đai chính được phát hiện ngày 18 tháng 10 năm 1931 bởi K. Reinmuth ở Heidelberg, và đặt tên theo Wil Tirion.